# جان بيار برونيه
جان بيار برونيه (بالإنجليزية: Jean-Pierre Brunet)‏ هو متزلج فني أمريكي، ولد في 1927، وتوفي في 1946 بسبب حادث مرور.